# ストックホルム宮殿

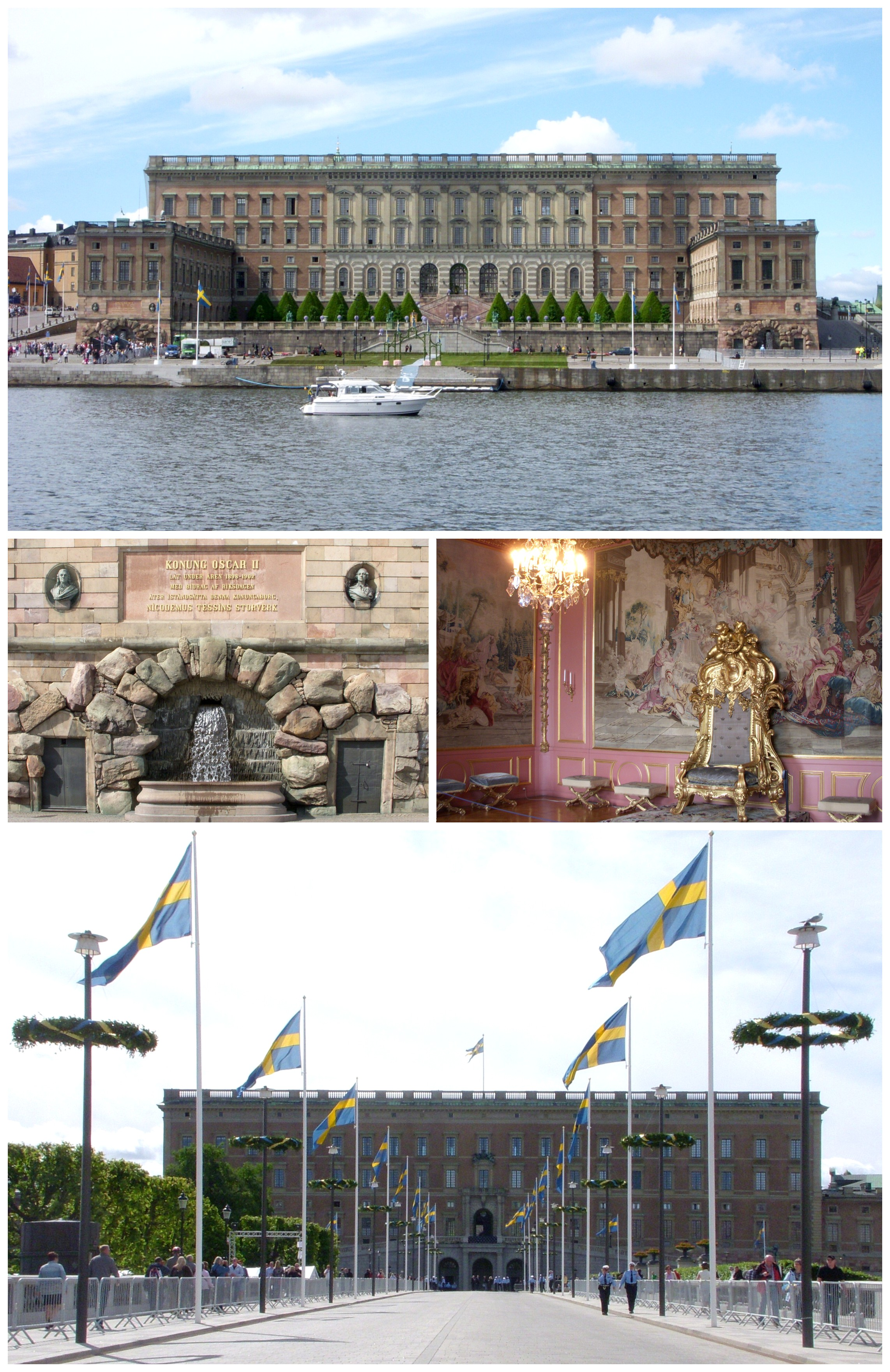
ストックホルム宮殿

ストックホルム宮殿（スウェーデン語：Stockholms slott）は、スウェーデンの君主の公邸（国王一家の私邸はドロットニングホルム宮殿）であり、主要な王宮の一つである。

## 概要
ストックホルム宮殿は首都ストックホルムのガムラスタン（旧市街）の中のスターズホルメン（Stadsholmen：市島）に所在する。国会議事堂が近くにある。
君主（現在はカール16世グスタフ）と他の国王一家の個人事務所もスウェーデン王室の執務事務所と共にここにある。宮殿は国家元首としての職務を行う場合に国王が国家を代表する行事にも使用される。
南ファサードは荘厳な造りの坂道のスロッツバッケン（Slottsbacken）に面し、東ファサードはガムラスタンの東岸に面した豪華な埠頭のシェップスブロン（Skeppsbron）と隣接している。南面は石造りの手摺りの上のライオンの彫刻から命名された坂道のレヨンバッケン（Lejonbacken 、ライオン坂）で、西ウイングはオープンスペースのホグヴァクトストラーセン（Högvaktsterrassen、近衛兵通り）に接している。

## 歴史
この地の最初の建物は、13世紀にメーラレン湖を防衛するためにビルイェル・ヤール（Birger Jarl）によって建設された塔を中心に備えた要塞であった。要塞は宮殿に発展し、中心の塔の尖塔に因んでトレー・クローノル城（Tre Kronor、"3つの王冠"）と命名された。
16世紀遅くにヨハン3世の下で旧い要塞からルネサンス建築様式の宮殿への大改装が行われ、1690年には小ニコデムス・テッシン（Nicodemus Tessin the Younger）の設計でバロック様式の宮殿に造り直されることが決まった。1692年に北棟の作業が始まり1697年に完成したが、1697年5月7日の火災で宮殿の大部分が崩壊した。
宮殿は小ニコデムス・テッシンにより再建され、西側の中庭（courtyard）外周の半月形ウイングは1734年に、宮殿内の教会は1740年代に、外装は1754年に完成した。国王一家は完成した南西、南東、北東ウイングに転居してきた。北西ウイングは1760年に完成した。北のレヨンバッケン（Lejonbacken、ライオン坂）は1824年から1830年にかけて建設された。この名称はそこに鎮座するライオンの彫刻に由来している。
宮殿はスウェーデン軍の近衛兵（Högvakten）により警護されている。近衛兵は16世紀初めからの歴史を持つ。

## 現在の宮殿
宮殿は煉瓦造りで西、南、東のファサードの中間部の外装表面は砂岩で覆われている。屋根は幾らか内部に傾斜している。屋根は銅で覆われ、宮殿の屋根の全外周は石製の欄干（balustrade）で囲まれている。
宮殿には609室あり、今なお元来の用途に使用されている宮殿としては世界最大のものの一つである。宮殿は西、南、東、北の4棟から構成されている。南ファサードは国家を、西ファサードは国王を、東ファサードは女王を、北ファサードはその他の王室の人々を表象している。宮殿の西ファサードから東ファサードまでは115 m（ウイングを含まず）、北ファサードから南ファサードまでは120 mある。これら4棟で中庭を取り囲んでいる。
宮殿の4隅からは西側と東側へウイングが張り出している。幅11 mの南西ウイングを除き、全てのウイングは長さ48 m、幅16 mである。例外の南西ウイングは、外庭を取り囲む無料で入ることのできる2つの半月形ウイングがあるためである。南東ウイングと北東ウイングの間には大山猫の庭（Logården）と呼ばれる小さな外庭がある。

## 宮殿内部

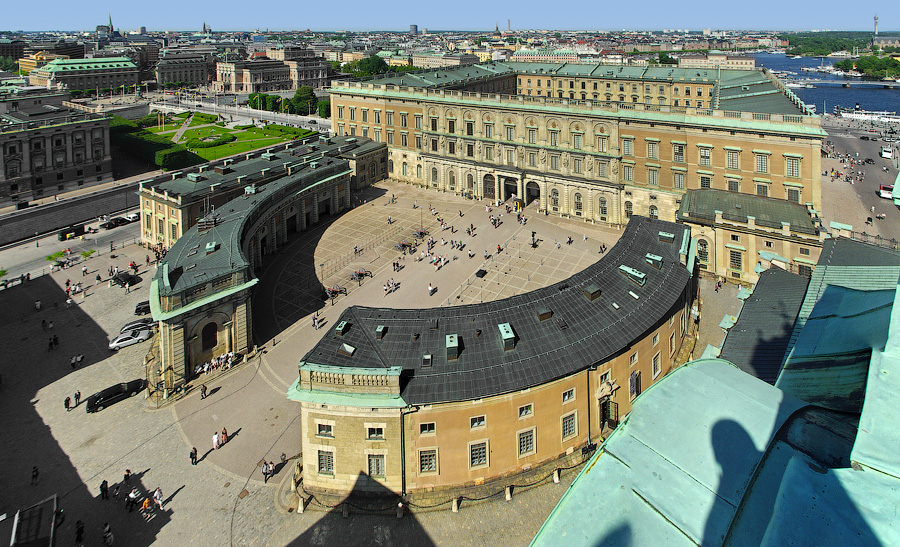
南西ウイングにある半月形ウイング

### 西棟
西階段（Västra Trapphuset）を上ると入場者には2階の左側にベルナドッテ・アパートメント（Bernadotte Apartment）の入り口、右側には騎士の間（Ordenssalarna）が見える。3階には来客用アパートメント（左側）と儀典用広間の入り口（右側）がある。

### 東棟
1階下ると旧い兵器、軍服や王室の宝石も収蔵されているスウェーデン最古の博物館の王室武器庫（Livrustkammaren）がある。

### 北棟

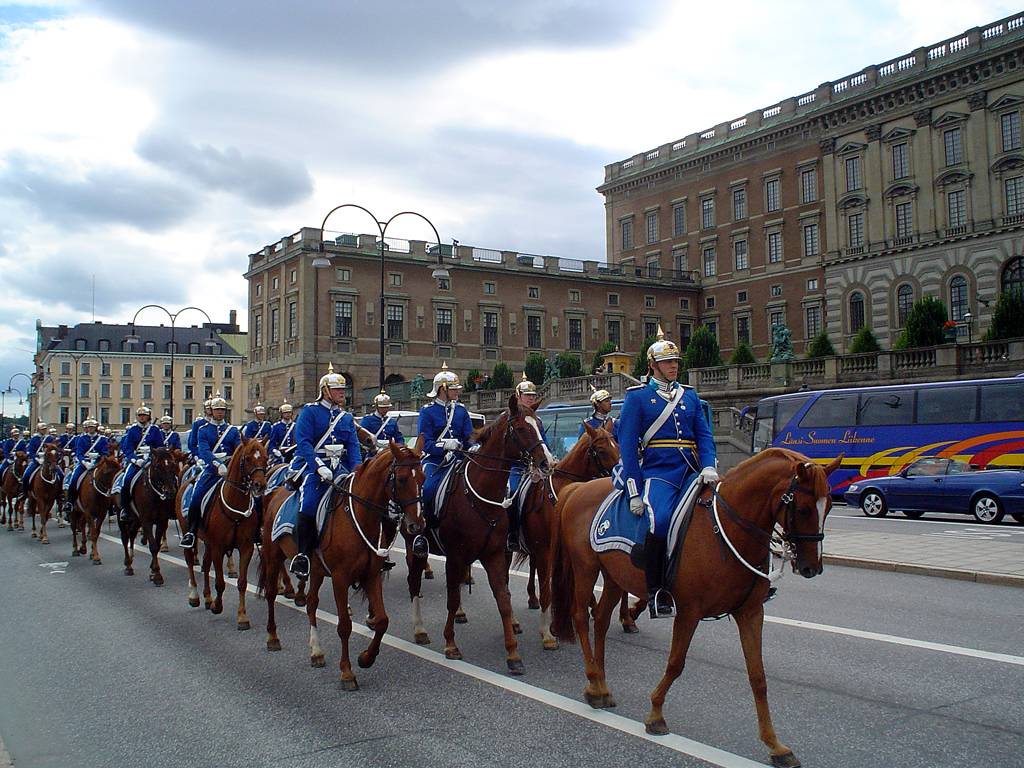
宮殿前の近衛兵

北棟には国王と王妃のスイート（寝室、ワードローブ、控えの間）がある。北棟にはボールルーム・白い海（Vita Havet）を含む儀典用広間もある。同じ棟の中にはカール11世ギャラリー（Karl XI:s galleri）があり、現在は約200名の来客を収容できる主バンケットルームとして使用されている。毎年5回から10回（公式晩餐会、儀礼晩餐会、ノーベル賞受賞者の栄誉晩餐会）の晩餐会がギャラリーで行われている。また宮殿北棟には、国王（と時に応じて王妃）が（Government for Council in State）と面会するための会議室がある。1階には特別な催し物や公開講義に使用される展示用アパートメントがある。このアパートメントは国王グスタフ6世アドルフの個人アパートメントとして使用されていた。地階（レヨンバッケンの下）にはトレー・クローノル博物館がある。この博物館はトレー・クローノル城の台所として使用されていた部屋にあり、これは宮殿の中でも最も古い部屋である。

### 南棟
1階上るとリクスサーレン（Rikssalen）が西に、宮殿内教会が東にある。1階下るとスウェーデン王室の宝石が収蔵されている宝物庫（Skattkammaren）がある。

### 北東ウイング
北東ウイングにはグスタフ3世のアンティーク博物館（antikmuseum）がある。これにはイタリアで発見された古い彫刻も含まれている。